# Urszula Kasprzak

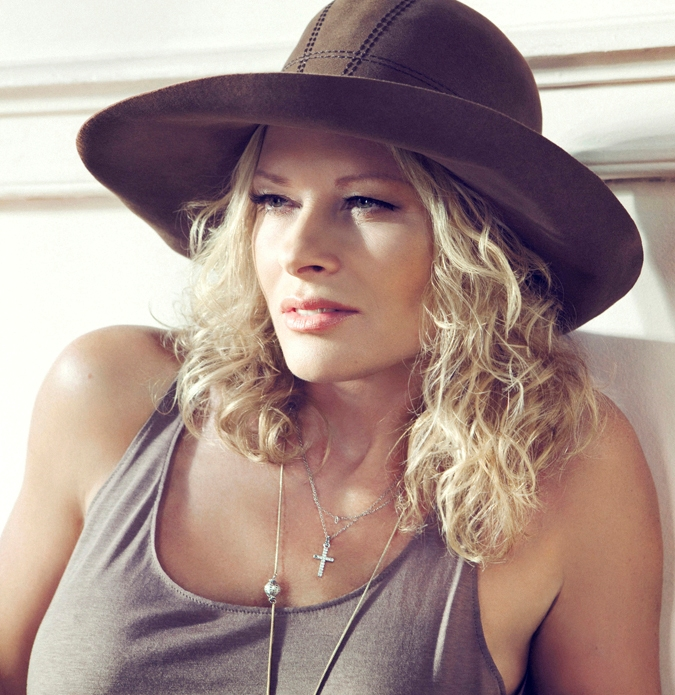
Urszula Kasprzak

Urszula Beata Kasprzak (sinh ngày 7 tháng 2 năm 1960 tại Lublin) là một ca sĩ nhạc pop và rock người Ba Lan. Bà cũng diễn xuất trong một số bộ phim.

## Giải thưởng
Kasprzak nhận giải thưởng "Golden Samovar" tại Liên hoan Bài hát Liên Xô lần thứ XIII ở Zielona Góra vào năm 1977. Sáu năm sau, bà nhận giải thưởng Metronome'83 cho bài hát hay nhất trong năm Dmuchawce, latawce, wiatr (Bồ công anh, diều, gió). Năm 2015, bà được trao tặng Huy chương Đồng Văn hóa - Gloria Artis.